# 1922年委員会
1922年委員会（1922ねんいいんかい、英: 1922 Committee）は、イギリス庶民院における保守党の会派である。

## 概説
保守党所属のバックベンチャー（内閣及び影の内閣に所属しない議員）が全員所属しており、議会が開かれている間、毎週会合を行う。委員会の主な任務は、バックベンチャーの議員らが独立して党内のフロントベンチャー（内閣または影の内閣に所属する議員）に対する意見を議論する事、また保守党党首を選出する事である。

## 歴史
1923年、前年に行われた1922年総選挙にて当選した保守党の議員らによって結成された。